# Chènevière
Une chènevière (ou parfois chenevière) est un champ de chanvre, un terrain semé de chènevis (la graine du chanvre). Du chanvre, on tire la filasse qui sert à fabriquer du tissu.
Dans le Nivernais, la chènevière est généralement de dimensions réduites (autour de 200 m2) et est située près des maisons. En effet, cette culture nécessite des soins quotidiens et une surveillance constante (les oiseaux sont très friands de chènevis).
De nombreux synonymes régionaux ou locaux existent pour désigner une chènevière. En Provence, par exemple, elle est appelée canebière.